# Liturgischer Dienst

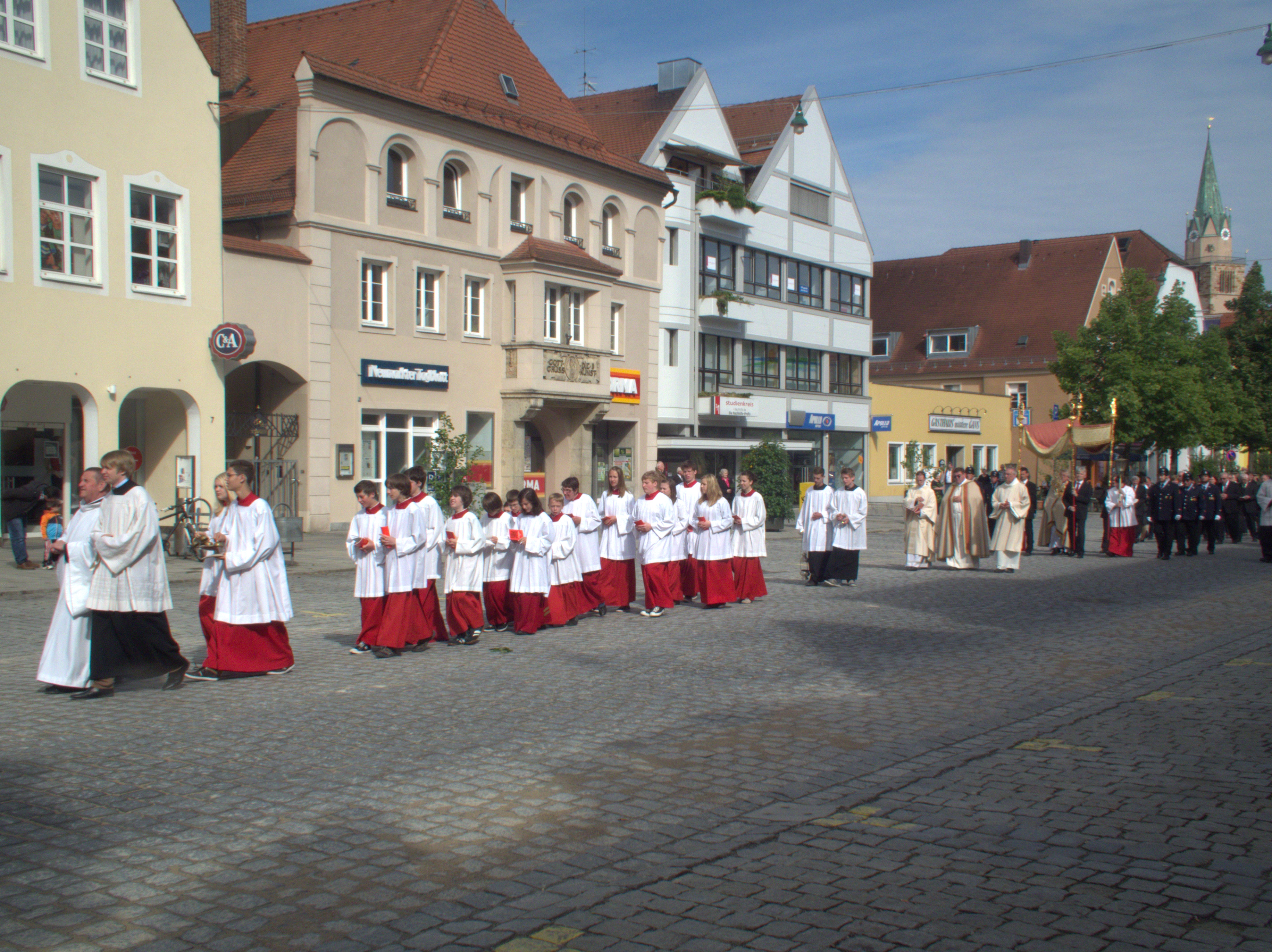
Liturgische Dienste bei einer Fronleichnamsprozession

Liturgischer Dienst (lateinisch minister ‚Diener‘) ist die zusammenfassende Bezeichnung für Funktionen in der Liturgie des römischen Ritus und gleichzeitig die Bezeichnung für die Person, die im Gottesdienst eine solche Funktion erfüllt. Dazu gehören Ministranten, Lektoren, Kantoren, Zeremoniare, Kommunionhelfer und andere Dienste, nicht jedoch Kleriker. Auch Küster, Chorsänger, jene, die die Kollekte einsammeln, und Ordner üben einen liturgischen Dienst aus. 

## Grundlagen
Das Zweite Vatikanische Konzil hat eine Reihe von liturgischen Diensten wiederbelebt, die heute in vielen Gemeinden Verwendung finden. Als Grundsatz gilt, dass alle Christen „bei den liturgischen Feiern entsprechend ihrem Amt, ihrer Beauftragung oder aufgrund ihrer Taufe“ und Firmung zusammenwirken und „den ihnen je eigenen Teil übernehmen“.
Die Allgemeine Einführung in das Römische Messbuch von 2002 unterscheidet zwischen „Ämtern des Weihestandes“ (Officia ordinis sacri, Bischof, Priester und Diakon) und „Aufgaben des Volkes Gottes“ (Munera populi Dei). Bei den durch Laien (ministri laici) wahrgenommenen Aufgaben wird noch unterschieden zwischen den mit einer Beauftragung durch den Bischof versehenen „besonderen Diensten“ (ministeria peculiaria) und den „übrigen Aufgaben“ (cetera munera). Stehen für eine heilige Messe keine beauftragten Akolythen und Lektoren zur Verfügung, werden deren Aufgaben von anderen Laien übernommen. Diese Dienste und die sie Ausführenden werden nach dem Sprachgebrauch der Grundordnung des Römischen Messbuchs von 2007 als „liturgische Dienste“ bezeichnet.

## Übersicht der Dienste
- Ministranten oder Messdiener haben verschiedene Dienste in der Liturgie, etwa den Altardienst, den Buchdienst (Libriferar), den Weihrauchdienst (Thuriferar und Navikular), das Läuten der Glocken und Schellen beim Einzug, bei der Wandlung und zum sakramentalen Segen, das Tragen des Kreuzes (Kruziferar) und der Leuchter (Ceroferare), des Weihwassers, und bei Pontifikalämtern auch das Halten von Mitra und Stab des Bischofs (Mitrafer und Baculifer).
- Die Aufgabe des Lektors ist der Vortrag der Schriftlesungen vor dem Evangelium. Für den dauerhaften Lektorendienst gibt es eine besondere Beauftragung durch den Bischof, die im Allgemeinen nur im Rahmen der Vorbereitung auf die Weiheämter erteilt wird.
- Kantor und Choralschola dienen der musikalischen Gestaltung des Gottesdienstes durch Vortragen und Anstimmen der Gesänge, besonders des Antwortpsalms nach der ersten Lesung.
- Der Zeremoniar nimmt in der Vorbereitung und Durchführung der Liturgie eine koordinierende Stellung ein und sorgt für den reibungslosen Ablauf.
- Die Aufgabe der außerordentlichen Kommunionhelfer ist bei Bedarf die Unterstützung der Priester und Diakone bei der Austeilung der Eucharistie, auch bei der Kelchkommunion.
- Der Gottesdienstbeauftragte leitet Gottesdienste ohne Priester.

Die Gesamtheit der bei der Liturgie mitwirkenden Personen, Kleriker und Laien, wird regional auch als Offiz bezeichnet. Dazu zählen der Hauptzelebrant, die Konzelebranten, Diakone und die liturgischen Dienste.
Alle Mitwirkenden sollen ein liturgisches Gewand nach Maßgabe der Bischofskonferenz tragen. Sie nehmen an den Prozessionen zum Ein- und Auszug teil und sitzen während des Gottesdienstes in der Regel auf den Sedilien im oder um den Chorraum. Die Reihenfolge und Aufstellung zu Prozessionen ist in der Prozessionsordnung festgelegt.